# Élections législatives de 2022 à Niévès
Les élections législatives de 2022 à Niévès ont lieu le 12 décembre 2022 afin de renouveler cinq des onze sièges de l'Assemblée de Niévès, une île autonome de Saint-Christophe-et-Niévès.
Malgré un recul, le Mouvement des citoyens conscients remporte le scrutin, permettant à Mark Brantley de se maintenir au poste de Premier ministre de Niévès.

## Système électoral
L'Assemblée de Niévès est composée de 8 membres dont 5 élus pour cinq ans au scrutin uninominal majoritaire à un tour dans autant de circonscriptions. Les 3 membres restants sont nommés par le gouverneur général sur proposition du Premier ministre de Niévès pour deux d'entre eux et du chef de l'opposition pour le troisième.

## Résultats
|                           |                                         |                |                |                |        |               |  |  |  |
| Partis                    | Partis                                  | Voix           | %              | +/-            | Sièges | +/-           |  |  |  |
|                           | Mouvement des citoyens conscients (CCM) | 3 930          | 52,39          | 4,33           | 3      | 1             |  |  |  |
|                           | Parti réformateur de Niévès (NRP)       | 3 543          | 47,23          | 3,95           | 2      | 1             |  |  |  |
|                           | Mouvement restauration morale (MRM)     | 28             | 0,37           | Nv             | 0      | en stagnation |  |  |  |
|                           | Membres nommés                          | Membres nommés | Membres nommés | Membres nommés | 3      | en stagnation |  |  |  |
|                           |                                         |                |                |                |        |               |  |  |  |
| Suffrages exprimés        | Suffrages exprimés                      | 7 501          | 99,32          |                |        |               |  |  |  |
| Votes blancs et invalides | Votes blancs et invalides               | 51             | 0,68           |                |        |               |  |  |  |
| Total                     | Total                                   | 7 552          | 100            | –              | 8      | en stagnation |  |  |  |
| Abstentions               | Abstentions                             | 5 558          | 42,40          |                |        |               |  |  |  |
| Inscrits / participation  | Inscrits / participation                | 13 110         | 57,60          |                |        |               |  |  |  |

## Analyse et conséquences
Le Mouvement des citoyens conscients (CCM) du Premier ministre Mark Brantley perd la circonscription de la paroisse de St James, dans laquelle sa candidate Patricia Mills-Jeffers obtient 8 voix de moins que la dirigeante du Parti réformateur de Niévès (NRP), Janice Daniel-Hodge. Le CCM se maintient néanmoins en tête, et remporte la majorité absolue des suffrages ainsi que des sièges pourvus au scrutin direct, ce qui permet à Mark Brantley d'être reconduit au poste de Premier ministre.